# Ювілейний рік
Ювіле́йний рік, Святий рік — особливий рік у католицькій церкві, під час якого Папа Римський надає вірянам церкви за виконання певних умов повний відпуст (індульгенцію). На початку своєї історії у католицькій церкві Святий рік проголошувався один раз на 50 років, протягом якого допускалась можливість особливого відпусту гріхів. Пізніше цей період зменшувався і досяг 25 років за папи Павла II.

## Підґрунтя
Ця традиція бере свій початок у Третій книзі Мойсеєві: Левит (25:10) «І освятите рік п'ятдесятиріччя, і оголосите волю в Краю для всіх мешканців його — ювілей він буде для вас: і вернеться кожен до своєї посілости, і кожен до родини своєї вернеться». Старогебрейське слово yo-bale співзвучне із словом що позначало звук шофара і до нас дійшло, можливо трансформувавшись, із Jobeljahr (ювіляр), що означало звук шофара який оголошував цей особливий рік.

## Історія Ювілейного року в католицькій церкві
В католицькій церкві Ювілейний рік відзначають з 22 лютого 1300 року. Його започаткував своєю буллою «Antiquorum habet fida relatio» папа Боніфацій VIII — для паломників, які прибули до Рима. Спочатку Ювілейний рік мав повторюватися раз у 100 років. Але цей рік був настільки успішним, що папа Климент V у 1343 приписав його раз на 50 років, а Урбан VI у 1389 зменшив цей період до 33 років. Потім ювілейні роки святкувалися 1400, 1423 та 1450, поки папа Павло II не встановив святкування 1 раз на 25 років (починаючи з 1475 року). Одночасно було визначено головні церкви Риму та церкви у провінціях, яким дозволено повний відпуст гріхів. У березні 2015 року папа Франциск оголосив, а 11 квітня промульгував своєю буллою «Misericordiae vultus» про проведення позачергового ювілейного року з 8 грудня 2015 року до 20 листопада 2016 року та присвятив його Божественному милосердю.
Черговий рік ювілею був оголошений Папою Франциком з 24 грудня 2024 по 6 січня 2026 року.

## Сенс та алгоритм
Ювілейний рік дає можливість кожному вірному католицької церкви отримати можливість уникнути кари за вчинений гріх через особливий відпуст, тобто прощення. Тому Ювілейні роки в особливий спосіб пов'язані з культом Божого милосердя, що було особливо підкреслено Папою Франциском при оголошенні позачергового Ювілейного року у 2015 році, який і був присвячений Божому милосердю.
Для отримання повного відпусту віряни мають здійснити паломництво до певного храму, в яких вони пройдуть через Святі двері, бути у стані освячуючої ласки, тобто примиритися з Богом через таїнство покаяння, взяти участь в Службі Божій і Євхаристії, прочитати молитви в наміренні Папи римського. Святі двері символічно відкриваються на початку Ювілейного року, починаючи з Базиліки Святого Петра у Ватикані, також ще у чотирьох головних папських базиліках Риму і потім у спеціально вибраних храмах у кожній дієцезії чи парафії. Зазвичай це  кафедральні собори, базиліки, храми у Санктуаріях. Вірних заохочують взяти участь у паломництвах задля отримання повного відпусту. 

## Ювілейні роки у XX–XXI столітті
Роки 20 - 21 століття, які були оголошені ювілейними:
- 1900 25. грудня 1899 — 25. грудня 1900
- 1925 25. грудня 1924 — 25. грудня 1925
- 1933 (позачерговий)
- 1950 25. грудня 1949 — 25. грудня 1950
- 1975 25. грудня 1974 — 25. грудня 1975
- 1983 (позачерговий) Великий (Страсний) Четвер 1983 — Воскресіння 1984
- 2000 25. грудня 1999 — 06. січня 2001 (продовжений до фактичного вступу у XXI століття).
- 8 грудня 2015 — 20 листопада 2016
- 24 грудня 2024 — 6 січня 2026 року[2]